# Howard Atwood Kelly
Howard Atwood Kelly (1858-1943) est un gynécologue américain connu pour être, avec William Osler, William Halsted et William Welch, l'un des quatre membres fondateurs de la faculté de médecine Johns Hopkins à Baltimore, aux Etats-Unis.
Il lui est également attribué la création de la gynécologie chirurgicale en tant que spécialité à part entière aux Etats-Unis.

## Biographie

### Jeunesse
Né à Camden en 1858, Howard Atwood Kelly est le second des neufs enfants de Kuhl Kelly, courtier, et de Louisa W. Hard, fille d'un clergyman épiscopal. La famille déménage par la suite à Philadelphie où son père sera amené à servir en tant que lieutenant dans la guerre de Sécession,,.
Durant son enfance, il développe une passion pour les sciences, et plus particulièrement pour la biologie et la botanique,. Entre 9 et 15 ans, il commence son éducation au John Faire's Classical Institute où il apprend le grec et le latin,.

### Études
En automne 1873, il entre à l'Université de Pennsylvanie pour étudier l'histoire naturelle, le latin, le grec et l'espagnol. Il y obtient le Prix Latin et devient membre de la fraternité Zeta Psi. À l'âge de 17 ans, il devient membre de l'Académie des Sciences Naturelles. En 1875 et 1876, il est nommé président de la Franklin Scientific Society. Par ailleurs, il se lie d'amitié pendant ses études au professeur de paléontologie Edward Drinker Cope qui lui propose de mener une exploration en Amérique du Sud, mais guidé par son père il refuse et se dirige vers la médecine. Il gardera tout de même tout le long de sa vie un intérêt pour la botanique et la zoologie. Il aura notamment une grande collection de livres de mycologie, qu'il donnera à l'Université du Michigan,,,,,,,.
Après son diplôme en 1877, il continue ainsi, la même année, ses études à la faculté de médecine de Pennsylvanie. Souffrant d'insomnie, il interrompt ses études et part dans l'État du Colorado vivre en tant que cowboy pendant une année, lieu où il rencontre George Simmons qui deviendra plus tard éditeur du Journal of the American Medical Association. Il retourne ensuite à l'Université de Pennsylvanie où il reçoit, avec Horace Jayne, un prix d'anatomie. Il y obtient son diplôme de médecine en 1882,,,,,,.

### Carrière
Il effectue sa formation postdoctorale de 16 mois, entre 1882 et 1883, à l'hôpital épiscopal de Philadelphie, où il commence à écrire ses premiers papiers. Contre l'avis de son père qui lui réservait un cabinet dans leur maison, il installe un cabinet à Kensington, au 2516 North Front Street, où il commence sa carrière de chirurgie générale avant de se consacrer plus particulièrement à la chirurgie gynécologique,,,,,.
Durant sa formation à Philadelphie, Kelly publie un de ses papiers les plus reconnus, sur les méthodes visant à obtenir une autopsie lorsque les familles y sont opposées. Il y décrit cinq cas d'autopsies clandestines où il a été capable de retirer les viscères abdominales et thoraciques par voie rectale, vaginale ou périnéale, permettant ainsi de ne pas laisser d'incision visible pour les familles,.
Du fait du manque de lits disponibles à l'hôpital épiscopal, Kelly décide de réaliser des interventions aux domiciles de ses patients. Il loue par la suite un deux-pièces proche du bâtiment pour réaliser le suivi post-opératoire de ses patients, puis déménage dans une maison à trois étages où il développe ses propres techniques chirurgicales et instruments (Kelly pad, Kelly clamp),. Il décrit entre autres le point de Kelly sur les utérus rétroversés. En 1885-1886, il transfère son hôpital dans une maison à quatre étages sur Norris Square, avant qu'il soit incorporé en 1887 à l'hôpital pour femmes de Kensington, plus tard connu en tant qu'hôpital Kensington de Philadelphie.
Entre 1886 et 1888, Kelly se rend en Europe visiter les principales cliniques de gynécologie de Grande-Bretagne et d'Allemagne, et assister aux opérations abdominales et pelviennes de leurs meilleurs chirurgiens. Il se rend également en Autriche, en France et en Suisse, et devient rapidement un chirurgien ambidextre réputé. Il sera considéré comme le chirurgien le plus remarquable d'Amérique à son époque. Plusieurs chirurgiens, dont William Osler alors professeur à l'Université de Pennsylvanie, viennent à leur tour assister à ses opérations,.
En 1888, Kelly pratique la première césarienne réussie à Philadelphie, puis retourne en Europe et obtient la permission du Dr Virchow pour travailler l'hôpital de la Charité,.
La même année, il est nommé professeur assistant en obstétrique à la faculté de médecine de Pennsylvanie, sous la recommandation du professeur William Osler. Son premier interne est Hunter Robb, entre 1889 et 1892, déjà interne de Kelly à Penn entre 1884 et 1886. L'année 1889, William Osler offre à Kelly un poste de professeur en gynécologie obstétrique à l'hôpital Johns Hopkins, devenant avec William Haslted et William Welch les quatre membres fondateurs (Big Four) de la faculté de médecine du même nom. Il devient ainsi le premier professeur de gynécologie des États-Unis et fonde le premier internat de gynécologie du pays. Il exerce dans cette faculté jusqu'à sa retraite en 1919 pour devenir professeur émérite et laisser sa place à son ancien interne, le Dr Thomas Stephen Cullen. Il met cependant fin à sa carrière de chirurgien qu'en 1940, à l'âge de 82 ans. Il pratique sa dernière opération en 1938, à Hopkins, un mois avant son 80ème anniversaire. Il aura écrit 550 articles et livres, sur l'urogynécologie, la césarienne, la réanimation, l'appendicectomie, l'utilisation du radium, l'électrochirurgie ou encore le cathétérisme urétral,,,,,.
Durant ses années à Hopkins, il devient l'un des premiers à utiliser le protoxyde d'azote en anesthésie, à incorporer des sutures résorbables dans ses opérations, et à utiliser la lumière électrique au bloc opératoire,. En 1899, Kelly sépare pour la première fois physiquement les services de gynécologie et d'obstétrique.
En tant que professeur, il lance la carrière de Max Brödel, originaire d'Allemagne et aujourd'hui considéré comme le père de l'illustration médicale, en lui demandant d'illustrer certains de ses travaux. Plus tard, il développera avec lui le service d'art appliqué médical à l'hôpital Johns Hopkins,.

### Convictions
Kelly était, comme sa mère, un chrétien évangélique et enseigna l'étude de la Bible. La religion avait une place importante dans sa vie et il priait avec ses infirmières tous les matins avant d'opérer,,. Il luttait contre la prostitution, les saloon, le tabagisme et la contraception,.
Il était par ailleurs un grand défenseur des femmes et de leur inclusion en médecine,.

### Philanthropie
Il est estimé que Kelly aurait consacré environ 1,000,000 de dollars à diverses activités philanthropiques. Il fit entre autres de nombreux dons d'argent ou de matériels divers à des personnes dans le besoin, des étudiants, des écoles, aux Navajos, aux scouts ou encore à des chapelles,. Il fut notamment un donateur de l'hôpital Johns Hopkins, estimant que ses donations à l'hôpital étaient équivalentes à deux fois les salaires qu'il y avait perçus.
Il fonda le premier camp américain pour garçons défavorisés et une maison pour les prostituées qui souhaitaient changer de vie.

### Vie personnelle
Lors de son retour en Europe en juin 1889, il marie Olga Elizabeth Laetitia Bredow à Danzig (aujourd'hui Gdansk). Après une lune de miel à Paris, ils s'installent à Baltimore et élèvent neufs enfants. Le plus jeune, Edmund Kelly, deviendra à son tour médecin,.
Kelly décède à l'âge de 84 ans d'une pneumonie à Baltimore, six heures avant le décès de sa femme. Après sa mort, en 1943, un Liberty Ship fut baptisé "The Howard Kelly" en son honneur,,,.

## Hôpital Howard A. Kelly

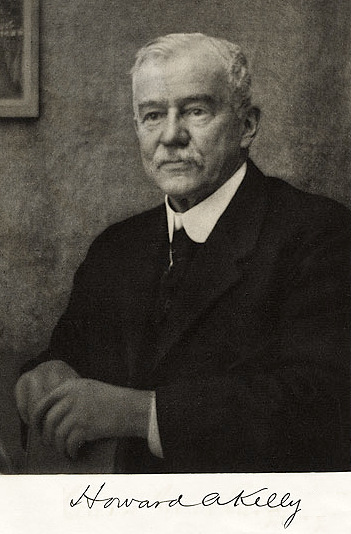

En parallèle, après la fondation de Johns Hopkins, il pratique pendant une vingtaine d'années dans un hôpital privé fondé par Hunter Robb, renommé en 1912 l'hôpital Howard A. Kelly (HAKH). À partir de 1906, il s'associe à Curtis Burnam, un de ses anciens internes, avec qui il restera associé jusqu'à sa retraite,.
Le HAKH était équipé de blocs opératoires et de laboratoires de pathologie, bactériologie et chimie. Selon Burnam, il a été le premier hôpital de Baltimore à utiliser les rayons X en tant qu'outils diagnostic et thérapeutique, et pendant des années il restera le principal hôpital à pratiquer la radiothérapie dans l'état du Maryland.

## Utilisation du radium
Kelly obtient ses premiers milligrammes de radium en 1904 afin d'essayer de traiter une tante atteinte d'une néoplasie pelvienne avancée, sans succès.
Après la création du laboratoire biologique du radium à Paris en 1906, le pionnier français de la radiumthérapie, Louis Frédéric Wickham, se déplace aux Etats-Unis en 1907 et informe Kelly qu'il est nécessaire d'utiliser de plus grande quantité de radium pour bénéficier de ses effets. Il lui facilite ainsi l'achat de 100 mg de radium, en provenance de Paris, et Kelly introduit la radiumthérapie dans son hôpital la même année. Après une visite en Europe en 1911, il envoie Burnam à Paris en apprentissage auprès des experts européens les deux années suivantes,.
Bien que qualifié d'escroquerie par ses collègues gynécologue à cette époque, Kelly présente en 1915 son expérience sur l'utilisation du radium dans la prise en charge du cancer du col de l'utérus et du vagin à la 66ème session de l'Association médicale américaine.

## Visualisation 3D
Entre 1908 et 1913, Kelly crée, à des fins pédagogiques, des images en trois dimensions d'opérations réalisées par des maîtres américains et anglais via la photographie stéréoscopique. Les éminents Charles Mayo, William Mayo et George Crile participent au projet,,,.
Il publie ainsi 1500 photographies réalisées par le photographe Anthony Murray et commentées par Kelly, dans "The Stereo-Clinic", composé de nombreux volumes,,,.

## Elèves
Durant sa carrière à Hopkins, Kelly aura notamment comme internes : Hunter Robb (1889), Thomas Stephen Cullen (1896), Guy LeRoy Hunner (1901), Curtis Burnam (1904), Edward Henderson Richardson (1909), Richard Wesley TeLinde (1924), et Houston Spencer Everett (1929),.

## Publications
Entre 1882 et 1941, Kelly publia plus de 500 articles, pour la majorité sur la médecine clinique dont 31 sur le radium et le reste sur l'histoire médicale, des biographies, l'histoire naturelle, les réformes sociales et les avantages du mode de vie chrétien,.

## Distinctions
- Doctorat honorifique en droit de l'Université de Pennsylvanie, de l'Université d'Aberdeen, de l'Université Washington, de l'Université Washington et Lee, et de l'Université Johns Hopkins[4].
- Membre honorifique des universités d'Edimbourg, Glasgow, Dublin, Londres, Paris, Rome, Berlin, Leipzig, Bucarest, Vienne, Kiev et Lima[4].
- Président de la Société Américaine de Gynécologie[2].
- Membre fondateur de l'American College of Surgeons, en 1913[4].
- Conservateur honorifique du pôle reptiles et amphibiens du musée de zoologie de l'Université du Michigan[12].